# Норт Паудер (Орегон)
Норт Паудер (енгл. North Powder) град је у америчкој савезној држави Орегон.

## Демографија
По попису из 2010. године број становника је 439, што је 50 (-10,2%) становника мање него 2000. године.
| Група             | 2000.       | 2010.       |
| Белци             | 456 (93,3%) | 387 (88,2%) |
| Афроамериканци    | 3 (0,6%)    | 2 (0,5%)    |
| Азијати           | 2 (0,4%)    | 2 (0,5%)    |
| Хиспаноамериканци | 15 (3,1%)   | 39 (8,9%)   |
| Укупно            | 489         | 439         |